# NGC 3919
NGC 3919 ist eine elliptische Galaxie vom Hubble-Typ E im Sternbild Löwe, die schätzungsweise 275 Millionen Lichtjahre von der Milchstraße entfernt ist.
Die Galaxie wurde am 6. April 1864 von dem Astronomen Heinrich d’Arrest entdeckt.